# Martin Jänicke
Martin Jänicke (Buckow, 15 augustus 1937 ) is een Duits politicoloog en milieusocioloog die zich specialiseerde in het milieubeleid.
In 1969 promoveerde hij bij Otto Stammer aan de Vrije Universiteit Berlijn op het proefschrift Untersuchungen zum Begriff totalitärer Herrschaft. Hij werkte daarna als assistent van Arnulf Baring en behaalde in 1970 zijn habilitatie. Tussen 1971 en 2002 was hij hoogleraar Vergelijkende Analyse in de afdeling politicologie van de Vrije Universiteit in Berlijn. Tussen 1986 en 2007 gaf hij daar leiding aan het Onderzoekscentrum voor Milieubeleid. Jänicke geldt als grondlegger van het begrip ecologische modernisering dat ook internationaal navolging kreeg.
Jänicke was daarnaast ook politiek actief. 

## Werken
- Met Philip Kunig en Michael Stitzel: Lern- und Arbeitsbuch Umweltpolitik. Politik, Recht und Management des Umweltschutzes in Staat und Unternehmen. Dietz, Bonn 2000, ISBN 3-89331-405-9.
- Megatrend Umweltinnovation. Zur ökologischen Modernisierung von Wirtschaft und Staat. Oekom Verlag, 2007, ISBN 978-3-86581-097-7.